# 료겐촌
료겐촌(良元村)은 효고현 무코군에 설치되었던 촌이다. 현재의 다카라즈카시에 해당한다.

## 역사
- 1889년 4월 1일 - 정촌제 시행에 의해 무코군 4촌의 구역을 가지고 성립하였다.
- 1954년 4월 1일 - 가와베군 다카라즈카정과 합병해 다카라즈카시가 성립하여, 동일 료겐촌은 폐지되었다.

## 교통

### 철도
- 게이한신 급행 전철 (현 한큐철도)
  - 한큐 이마즈선

### 도로
- 주요지방도 16호 고베 다카라즈카선

## 참고문헌
- 大日本篤農家名鑑編纂所編『大日本篤農家名鑑』大日本篤農家名鑑編纂所、1910年。
- 人事興信所編『人事興信録 第15版 下』人事興信所、1948年。
- 『角川日本地名大辞典 28 兵庫県』。